# Europapokal der Landesmeister 1986/87
Der Europapokal der Landesmeister 1986/87 war die 32. Auflage des Wettbewerbs. 31 Landesmeister nahmen teil, darunter der Titelverteidiger Steaua Bukarest. Die österreichische Hauptstadt Wien mit dem Praterstadion war am 27. Mai 1987 Austragungsort des Finales.
Nach der Katastrophe von Heysel 1985 waren englische Mannschaften für eine Teilnahme am Wettbewerb gesperrt und der englische Meister der Saison 1985/86 durfte nicht teilnehmen.

## Modus
Die Teilnehmer spielten im reinen Pokalmodus mit (bis auf das Finale) Hin- und Rückspielen um die Krone des europäischen Vereinsfußballs. Bei Torgleichstand zählte zunächst die größere Zahl der auswärts erzielten Tore; gab es auch hierbei einen Gleichstand, wurde das Rückspiel verlängert und gegebenenfalls sofort anschließend ein Elfmeterschießen zur Entscheidung ausgetragen.

## 1. Runde
Freilos:   Steaua Bukarest
Die Hinspiele fanden am 17. September, die Rückspiele am 30. September (Vítkovice vs. Paris) / 1. Oktober 1986 statt.
|                     | Gesamt    |                     | Hinspiel | Rückspiel |
| ------------------- | --------- | ------------------- | -------- | --------- |
| Paris Saint-Germain | 2:3       | TJ Vítkovice        | 2:2      | 0:1       |
| PSV Eindhoven       | 0:2       | FC Bayern München   | 0:2      | 0:0       |
| FC Porto            | 10:00     | Rabat Ajax FC       | 9:0      | 1:0       |
| FC Avenir Beggen    | 0:6       | FK Austria Wien     | 00:3 1   | 00:3 2    |
| Juventus Turin      | 11:00     | Valur Reykjavík     | 7:0      | 4:0       |
| Roter Stern Belgrad | 4:2       | Panathinaikos Athen | 3:0      | 1:2       |
| Beroe Stara Sagora  | 1:3       | Dynamo Kiew         | 1:1      | 0:2       |
| BSC Young Boys      | 1:5       | Real Madrid         | 1:0      | 0:5       |
| RSC Anderlecht      | 3:1       | Górnik Zabrze       | 2:0      | 1:1       |
| Brøndby IF          | 6:3       | Honvéd Budapest     | 4:1      | 2:2       |
| Beşiktaş Istanbul   | 3:0       | KS Dinamo Tirana    | 2:0      | 1:0       |
| APOEL Nikosia       | (a)3:3(a) | HJK Helsinki        | 1:0      | 2:3       |
| Rosenborg Trondheim | 2:1       | Linfield FC         | 1:0      | 1:1       |
| Örgryte IS          | 3:7       | BFC Dynamo          | 2:3      | 1:4       |
| Shamrock Rovers     | 0:3       | Celtic Glasgow      | 0:1      | 0:2       |

## 2. Runde
Die Hinspiele fanden am 22. Oktober, die Rückspiele am 5. November 1986 statt.
|                     | Gesamt          |                     | Hinspiel | Rückspiel |
| ------------------- | --------------- | ------------------- | -------- | --------- |
| Real Madrid         | 1:1 (3:1 i. E.) | Juventus Turin      | 1:0      | 0:1 n. V. |
| TJ Vítkovice        | 1:3             | FC Porto            | 1:0      | 0:3       |
| Rosenborg Trondheim | 1:7             | Roter Stern Belgrad | 0:3      | 1:4       |
| FC Bayern München   | 3:1             | FK Austria Wien     | 2:0      | 1:1       |
| RSC Anderlecht      | 3:1             | Steaua Bukarest     | 3:0      | 0:1       |
| Celtic Glasgow      | 2:4             | Dynamo Kiew         | 1:1      | 1:3       |
| Brøndby IF          | 3:2             | BFC Dynamo          | 2:1      | 1:1       |
| Beşiktaş Istanbul   | 3               | APOEL Nikosia       |          |           |

## Viertelfinale
Die Hinspiele fanden am 4., die Rückspiele am 18. März 1987 statt.
|                     | Gesamt    |                | Hinspiel | Rückspiel |
| ------------------- | --------- | -------------- | -------- | --------- |
| FC Bayern München   | 7:2       | RSC Anderlecht | 5:0      | 2:2       |
| Roter Stern Belgrad | (a)4:4(a) | Real Madrid    | 4:2      | 0:2       |
| FC Porto            | 2:1       | Brøndby IF     | 1:0      | 1:1       |
| Beşiktaş Istanbul   | 0:7       | Dynamo Kiew    | 00:5 4   | 0:2       |

## Halbfinale
Die Hinspiele fanden am 8., die Rückspiele am 22. April 1987 statt.
|                   | Gesamt |             | Hinspiel | Rückspiel |
| ----------------- | ------ | ----------- | -------- | --------- |
| FC Bayern München | 4:2    | Real Madrid | 4:1      | 0:1       |
| FC Porto          | 4:2    | Dynamo Kiew | 2:1      | 2:1       |

## Finale
| FC Porto                                 | FC Porto | FC Bayern München | FC Bayern München |
| ---------------------------------------- | --- | --- | ----------------- |
| FC Porto                                 | \| 27. Mai 1987 in Wien (Praterstadion) \| \| Ergebnis: 2:1 (0:1) \| \| Zuschauer: 55.000 \| \| Schiedsrichter: Alexis Ponnet ( Belgien) \|                                                             | \| 27. Mai 1987 in Wien (Praterstadion) \| \| Ergebnis: 2:1 (0:1) \| \| Zuschauer: 55.000 \| \| Schiedsrichter: Alexis Ponnet ( Belgien) \|                                                                                      | FC Bayern München |
| FC Porto                                 | Józef Młynarczyk – João Pinto , Eduardo Luís, Celso, Augusto Inácio (65. Frasco) – Quim (46. Juary), Jaime Magalhães, António Sousa, António André – Rabah Madjer, Paulo Futre Cheftrainer: Artur Jorge | Jean-Marie Pfaff – Norbert Nachtweih – Helmut Winklhofer, Norbert Eder, Hans Pflügler – Hansi Flick (82. Lars Lunde) – Andreas Brehme, Lothar Matthäus , Michael Rummenigge – Dieter Hoeneß, Ludwig Kögl Cheftrainer: Udo Lattek | FC Bayern München |
| FC Porto                                 | 1:1 Rabah Madjer (77.) 2:1 Juary (80.) | 0:1 Ludwig Kögl (25.) | FC Bayern München |
| FC Porto                                 | Jaime Magalhães, Celso, António Sousa | Helmut Winklhofer | FC Bayern München |
| 27. Mai 1987 in Wien (Praterstadion)     | | |                   |
| Ergebnis: 2:1 (0:1)                      | | |                   |
| Zuschauer: 55.000                        | | |                   |
| Schiedsrichter: Alexis Ponnet ( Belgien) | | |                   |

## Beste Torschützen
| Rang | Spieler            | Klub                | Tore |
| ---- | ------------------ | ------------------- | ---- |
| 1    | Borislav Cvetković | Roter Stern Belgrad | 7    |
| 2    | Oleh Blochin       | Dynamo Kiew         | 5    |
|      | Wadym Jewtuschenko | Dynamo Kiew         | 5    |
|      | Emilio Butragueño  | Real Madrid         | 5    |
|      | Fernando Gomes     | FC Porto            | 5    |
|      | Michael Laudrup    | Juventus Turin      | 5    |
| 7    | António André      | FC Porto            | 4    |
|      | Lothar Matthäus    | FC Bayern München   | 4    |
|      | Roland Wohlfarth   | FC Bayern München   | 4    |